# 史黛拉·麥卡尼
史黛拉·莉娜·麥卡尼，CBE（英語：Stella Nina McCartney，1971年9月13日—），英國時裝設計師，也是世界顶级时装设计师中极度罕见的终生环保主义者，前披头士乐队成員保羅·麥卡尼之女。

## 早期生活
史黛拉·麥卡尼1971年生於英國倫敦國王學院醫院，父亲是前披头士乐队灵魂人物保羅·麥卡尼，母亲是英国著名摄影师兼环保人士琳达·麦卡特尼。她的名字來自蓮達·麥卡尼的祖母和外祖母，她們的名字都是Stella（史黛拉）。她有兩個姐姐：海瑟·麥卡尼和瑪莉·麥卡尼，以及一個弟弟詹姆士·麥卡尼。幼年时，父母均是英国声名显赫的文艺界名人，在英格兰本土家喻户晓，但这家人依旧希望孩子们能过着宁静安稳的简单生活。

## 生涯简介

### 初露锋芒
史黛拉從小就對流行時尚懷有濃厚的興趣，12歲製造出她第一件夾克。
15歲時，她在法國時尚大師拉克華（Christian Lacroix）手下擔任學徒，學習高級訂製服設計，也曾在倫敦著名的訂製服「聖地」薩維爾巷（Savile Row）磨練技巧。
史黛拉就讀於倫敦著名的聖馬丁藝術設計學院，主修美術與設計。
她是顶级时装界罕见的环保主义者和终生素食主義者，她支持PETA，所以她从未应用任何动物制品或皮革的設計作品出現，她會使用羊毛、絲和其他非源於動物皮革的布料，同时她的包装袋、商店、办公室都采用环保理念。
在她的設計作品上。

### Chloé、Gucci、CARE
1997年，當她從學校畢業，就被招攬至法國時尚品牌Chloé擔任設計師，3月時更擔任Chloé設計總監，那一年史黛拉才25歲。當時，Chloé的狀況並不好，許多人認為，Chloé找來史黛拉是為了救亡圖存而使出的宣傳招式，看中的只是史黛拉的名人後代身分，而不是欣賞她的設計才華。不過，史黛拉的確為品牌注入新活力，她在Chloé期間所推出的幾季新裝，立刻讓Chloé重回暢銷品牌之列。她透過年輕化的設計語言，將Chloé過去給人老氣過時的形象徹底粉碎，成功回應市場年輕化的需求。
2001年4月，史黛拉離開為她奠定時尚地位的Chloé，投向Gucci集團懷抱，為自己的獨立品牌擴張版圖。
此外，她也積極嘗試將時尚平民化，2005年，史黛拉與北歐平價服飾品牌H&M、愛迪達等展開合作，橫跨時尚精品與平價成衣市場。
2007年1月，史黛拉創立了護膚系列CARE。這個百分百有機的系列包括了七項產品，如有檸檬香味和山杏的洗面乳等。

## 合作
麥卡尼於2004年9月與阿迪達斯（Adidas）推出一条合資系列产品，並與該公司建立了長期合作夥伴關係。這系列的产品专门为女性運動而设计。
2010年1月，麥卡尼宣布她將與迪士尼合作，以愛麗絲夢遊仙境（Alice in Wonderland）為靈感創建一个珠寶系列。同年7月，麥卡尼與PETA和生態設計師Atom Cianfarani一起向英國國防部請願，要求停止使用加拿大黑熊作為其警衛帽的皮草。到目前為止，軍方尚未作出這一改變。
2011年7月，她參加了在巴塞羅那舉辦的Brandery時裝秀。
2018年12月，麥卡特尼宣布與聯合國合作推出一項新的時裝業憲章，以應對氣候變化。该举动是為了幫助時裝公司歡迎采用可持續的商業慣例。
2019年8月，美國歌手兼作詞人泰勒·斯威夫特與麥卡尼合作發布了一條時裝線，靈感來自斯威夫特的第七張專輯《戀人》，該項目名為“史黛拉X泰勒·斯威夫特”。

## 外部連結
- （英文）Stella McCartney's official site（页面存档备份，存于）
- （英文）Adidas by Stella McCartney（页面存档备份，存于）
- Stella McCartney的Instagram帳戶 （页面存档备份，存于）
- Stella McCartney的X（前Twitter）
- Stella McCartney的Facebook專頁 （页面存档备份，存于）
- Stella McCartney的YouTube頻道 （页面存档备份，存于）